# Contenido de marca
El contenido de marca (también llamado branded content o contenido marquista) es la práctica de mercadotecnia mediante la creación de contenido multimedia financiado o producido por un anunciante. A diferencia del marketing de contenidos (donde el contenido se presenta lo primero a modo de estrategia de comercio) y la publicidad por emplazamiento (donde los anunciantes pagan por tener referencias a sus marcas en trabajos creativos como películas o series de televisión), el contenido de marca está diseñado para crear una concienciación de una marca y que esta se asocie al contenido que comparta sus valores. El contenido no tiene por qué ser necesariamente una promoción para la marca, pero puede incluir publicidad por emplazamiento.
A diferencia de las formas convencionales de contenido de editorial, el contenido de marca se suele financiar íntegramente por una marca o empresa, más que por un estudio o grupo de productores. Hay ejemplos de contenido de marca en televisión, películas, Internet, videojuego, eventos y demás. Las estrategias de mercadotecnia de marca contemporáneas pretenden principalmente contrarrestar tendencias de mercado, como la aceptación del decrecimiento de anuncios tradicionales o los advertorials de baja calidad.

## Historia

### Ejemplos en sus orígenes
El concepto de contenido de marca data de los principios de la retransmisión; algunos programas de radio y televisión estaban controlados por sus patrocinadores y tenían sus nombres, como Colgate Comedy Hour, Hallmark Hall of Fame y Westinghouse Studio One. Lo más común es que el patrocinador coordinase  toda la producción del programa, dejando al comentarista los estudios y el tiempo en el aire. Estos programas presentaban segmentos que publicitaban los productos del patrocinador. A veces participaban en el anuncio celebridades en su derecho propio, como Betty Furness, una actriz de película de serie B cuya fama se disparó tras hacer de portavoz para Westinghouse Electric en Studio One (Furness más tarde trabajó como reportera de asuntos del consumidor para WNBC en Nueva York).

### Ejemplos contemporáneos
En 2001, BMW empezó una campaña publicitaria llamada El contrato, que consistía en una serie de cortometrajes que presentan a unos directores famosos (como Guy Ritchie) realizando tratos con estos coches. Las grabaciones se anunciaron en televisión, periódico e Internet. Además BMW distribuyó películas en DVD con Vanity Fair para aumentar su distribución entre la audiencia. La campaña acabó en 2005, con una serie de ocho películas y más de 100 millones de vistas. Muchas de las películas recibieron tanto el premio al mejor cortometraje como al mejor anuncio publicitario.